# Олива, Алешандре
Алешандре «Алекс» Олива — бразильский популяризатор свободного программного обеспечения, разработчик и основатель Латиноамериканского фонда свободного программного обеспечения (FSFLA). Официальный спикер GNU и Фонда свободного программного обеспечения.

## Биография
В настоящее время Олива взял академический отпуск на аспирантуре в Институте вычислительной техники Государственного университета Кампинаса, Бразилия. Он работает в качестве компилирующего инженера в Red Hat, а также вносит свой вклад в GNU Compiler Collection. Кроме того, он работает на Linux-libre, отделение ядра Linux, которое удаляет проприетарные компоненты программного обеспечения, такие как блобы. Ядра Linux-Libre используются в дистрибутивах Linux, таких как gNewSense, Trisquel и BLAG, все из них рекомендуются Фондом свободного программного обеспечения и проектом GNU.
В 2008 году Олива перевёл и распространил «O Porco еа Caixa» (рус. Свинья и коробка) — книгу под лицензией Creative Commons, которая рассказывает детям об опасностях технических средств защиты авторских прав. В конечном счёте Форум международного свободного программного обеспечения напечатал более 10000 экземпляров для конференции в Порту-Алегри, Бразилия.